# Dar Derafsh-e Khanomabad
Dar Derafsh-e Khanomabad (în persană داردرفش خانم آباد, de asemenea, romanizat ca Dār Derafsh-e Khānomābād) este un sat din districtul rural Baladarband, în districtul central al județului Kermanshah, provincia Kermanshah, Iran. La recensământul din 2006, populația sa era de 72 de locuitori, în 18 familii.